# Barwałd Średni
Barwałd Średni – wieś w Polsce, położona w województwie małopolskim, w powiecie wadowickim, w gminie Kalwaria Zebrzydowska.
W latach 1954–1972 wieś należała i była siedzibą władz gromady Barwałd. W latach 1975–1998 miejscowość położona była w województwie bielskim.

## Położenie i ukształtowanie terenu
Wieś leży mniej więcej w połowie odległości pomiędzy Wadowicami i Kalwarią Zebrzydowską oraz między Krakowem i Bielskiem-Białą. Rozciąga się na kilku wzgórzach, z których największym jest Kamionka (362 m n.p.m.). Zaraz po niej sytuuje się tzw. Ostra Góra (ok. 350 m n.p.m.). Najniżej położonym punktem jest przysiółek Poddębie (ok. 279 m n.p.m.). Miejscowość znajduje się w dorzeczu Skawy.
Od północy wioska graniczy z Wysoką, Stanisławiem Górnym i Stanisławiem Dolnym, od wschodu z Barwałdem Górnym, od południa z Łękawicą, a od zachodu z Barwałdem Dolnym.
Przez miejscowość przepływa potok – Kleczanka. Dawniej był on nazywany Kliiesscze lub Kleszczówka.
| części wsi | Chlewna, Chojówka, Dalachowice, Dzikowizna, Fabrówka, Filkówka, Kamionka, Krupinówka, Kurowskie, Moskałówka, Pniaki, Pod Górą, Podsnozie, Smolkówka, U Sośliny, Zalasek |

## Komunikacja
Przez kilkadziesiąt lat Barwałd leżał na głównej trasie łączącej lanckoroński, barwałdzki i zatorski zamek. W 1777 roku rozpoczęto budowę gościńca wiedeńskiego, który przechodził przez wieś. 1 czerwca 1888 otwarto tu lokalną linię kolejową Bielsko – Kalwaria. Obecnie przez miejscowość przechodzi droga krajowa nr 52.

## Historia
W XVI w. nastąpił podział Barwałdu na trzy wsie: Barwałd Górny, Dolny oraz Średni. W 1540 r. wieś została wykupiona przez króla Zygmunta Starego i włączone do królewszczyzny zatorskiej. Starostowie zatorscy wykorzystywali miejscową ludność do wycinki lasu, drewno spuszczano Skawą do Zatora. Na obrzeżach lasu osadzano ludność wołoską a na przełomie XVI i XVII w. jeńców tatarskich, kozackich i rosyjskich. W XVI w. Starosta barwałdzki Hermion Wierzbowski kazał miejscowej ludności płacić sobie czynsz zamiast odpracowywać pańszczyznę na rzecz zamku w Zatorze. W 1665 r. Bębnowski i Janowski rugowali chłopów z ziemi zakładając własny folwark. W XVIII w. Barwałd Średni należał do Moszeńskich następnie do końca XIX w. w posiadaniu Brandysów, kiedy to majątek rozparcelowano i sprzedano. W trakcie budowy kolei w 1888 r. trasę wytyczono przez środek posesji a na miejscu dworu postawiono przystanek kolejowy. 24 listopada 1944 roku zderzyły się pociąg osobowy Zakopane – Kraków z niemieckim pociągiem towarowym. Zginęło co najmniej 130 osób.

## Urodzeni w Barwałdzie Średnim
Erazm Józef Filek (1907-1976) – karmelita bosy, duszpasterz w Wilnie i Madziole, w latach 1949-1956 więzień sowieckich łagrów w Kazachstanie.